# Pakinais
Pakinais (finska: Pakinainen) är en ö i Skärgårdshavet. Ön och byn vars huvudö Pakinais är hör till Rimito, numera del av Nådendal.
Pakinais har förbindelse till Rimito huvudö med förbindelsebåten i Rimito ruttområde, som numera (2021) har sin brygga på fastlandssidan i Haapala, på en av Rimitolandets västra uddar, 5,5 km från busshållplatsen vid Rimitontie, öns huvudväg. Tidigare gick förbindelsebåten Kaita, som fram till 2011 avgick från Röölä vid huvudvägen.
Ön Pähkinäis strax söderut hörde till byn och är nu ett delvis skyddat rekreationsområde.